# Strzyżyk (zwyczajny)
Strzyżyk zwyczajny, strzyżyk woleoczko, wole oczko (Nannus troglodytes) – gatunek małego, częściowo wędrownego ptaka z rodziny strzyżyków (Troglodytidae).

## Systematyka
Wyróżniono około 29 podgatunków N. troglodytes:
- N. troglodytes islandicus – Islandia.
- N. troglodytes borealis – Wyspy Owcze.
- N. troglodytes zetlandicus – Szetlandy.
- N. troglodytes fridariensis – Fair Isle (na południe od Szetlandów).
- N. troglodytes hirtensis	– St Kilda (Hebrydy Zewnętrzne).
- N. troglodytes hebridensis – Hebrydy Zewnętrzne oprócz St. Kilda.
- N. troglodytes indigenus	– Irlandia i Brytania.
- N. troglodytes troglodytes – większość kontynentalnej Europy.
- N. troglodytes kabylorum	– północno-zachodnia Afryka, Baleary i południowa Hiszpania.
- N. troglodytes koenigi – Korsyka i Sardynia.
- N. troglodytes juniperi – północno-wschodnia Libia.
- N. troglodytes cypriotes	– Cypr, zachodnia i południowa Turcja do północnego Izraela.
- N. troglodytes hyrcanus – Krym, północna Turcja, Kaukaz i północny Iran.
- N. troglodytes zagrossiensis – zachodni Iran.
- N. troglodytes tianschanicus – północno-wschodni Afganistan do gór środkowej Azji.
- N. troglodytes subpallidus – północno-wschodni Iran do południowego Uzbekistanu i północno-zachodniego Afganistanu.
- N. troglodytes magrathi – południowo-wschodni Afganistan i zachodni Pakistan.
- N. troglodytes neglectus	– zachodnie Himalaje.
- N. troglodytes nipalensis – środkowe i wschodnie Himalaje.
- N. troglodytes idius – północno-środkowe Chiny.
- N. troglodytes szetschuanus – zachodnio-środkowe Chiny.
- N. troglodytes talifuensis – południowe Chiny i północno-wschodnia Mjanma.
- N. troglodytes dauricus – południowo-wschodnia Syberia, północno-wschodnie Chiny, Korea i Cuszima (południowo-wschodnia Japonia).
- N. troglodytes pallescens – Kamczatka i Wyspy Komandorskie.
- N. troglodytes kurilensis – północne Wyspy Kurylskie.
- N. troglodytes fumigatus – południowe Wyspy Kurylskie, Sachalin i Japonia.
- N. troglodytes mosukei – Wyspy Izu.
- N. troglodytes ogawae – Yakushima i Tanegashima.
- N. troglodytes taivanus – Tajwan.

Takson N. t. zagrossiensis jest czasem włączany do podgatunku N. t. hyrcanus.

## Występowanie
Zamieszkuje prawie całą Europę (poza północnymi i wschodnimi krańcami), Bliski Wschód, środkową i wschodnią Azję oraz Afrykę Północną. Jedyny przedstawiciel rodziny strzyżyków występujący w Starym Świecie. Uważany jest za ptaka osiadłego, ale niektóre osobniki z chłodniejszych rejonów Europy i Azji kierują się na południe lub południowy zachód (są więc częściowo wędrowne). Zimą jednak większość strzyżyków koczuje w okolicach swych terenów lęgowych. Wyróżnia się około 29 podgatunków różniących się nieznacznie upierzeniem. W większości Europy występuje strzyżyk z podgatunku nominatywnego (T. t. troglodytes). Na niektórych wyspach strzyżyki je zamieszkujące są ciemniejsze i mocniej prążkowane. Do taksonu Troglodytes troglodytes zaliczano kiedyś także podgatunki z Ameryki Północnej, zostały one jednak wydzielone do dwóch osobnych, uznawanych obecnie gatunków o nazwach: strzyżyk amerykański (Troglodytes hiemalis) i strzyżyk kordylierski (Troglodytes pacificus).
W Polsce liczny ptak lęgowy, w środkowej części kraju średnio liczny. W latach 2013–2018 jego liczebność szacowano na 656 000 – 1 293 000 par lęgowych. Najliczniej występuje na Pomorzu, Mazurach i w Beskidach. W górach do 1400 m n.p.m. Licznie zasiedla naturalne lasy, zwłaszcza nad Biebrzą i w Puszczy Białowieskiej. Nieco rzadziej spotyka się go na Śląsku i w Wielkopolsce. Lokalnie jednak w tych regionach notowano rekordy zagęszczenia – do 8 par lęgowych przypadających na 10 ha powierzchni lasu. Ptak ten, jak potwierdziły badania, obniżył swą liczebność w lasach gospodarczych, gdzie rzadziej może znaleźć odpowiednie kryjówki do gniazdowania. Podczas przelotów pojawia się w całym kraju, ale nie tworzy stad. W tym okresie szczególnie często spotyka się go na Wybrzeżu. Nielicznie, ale powszechnie i regularnie część osobników w Polsce zimuje. Część z zimujących strzyżyków pochodzi prawdopodobnie ze wschodu lub północy kontynentu.

## Charakterystyka

### Wygląd zewnętrzny

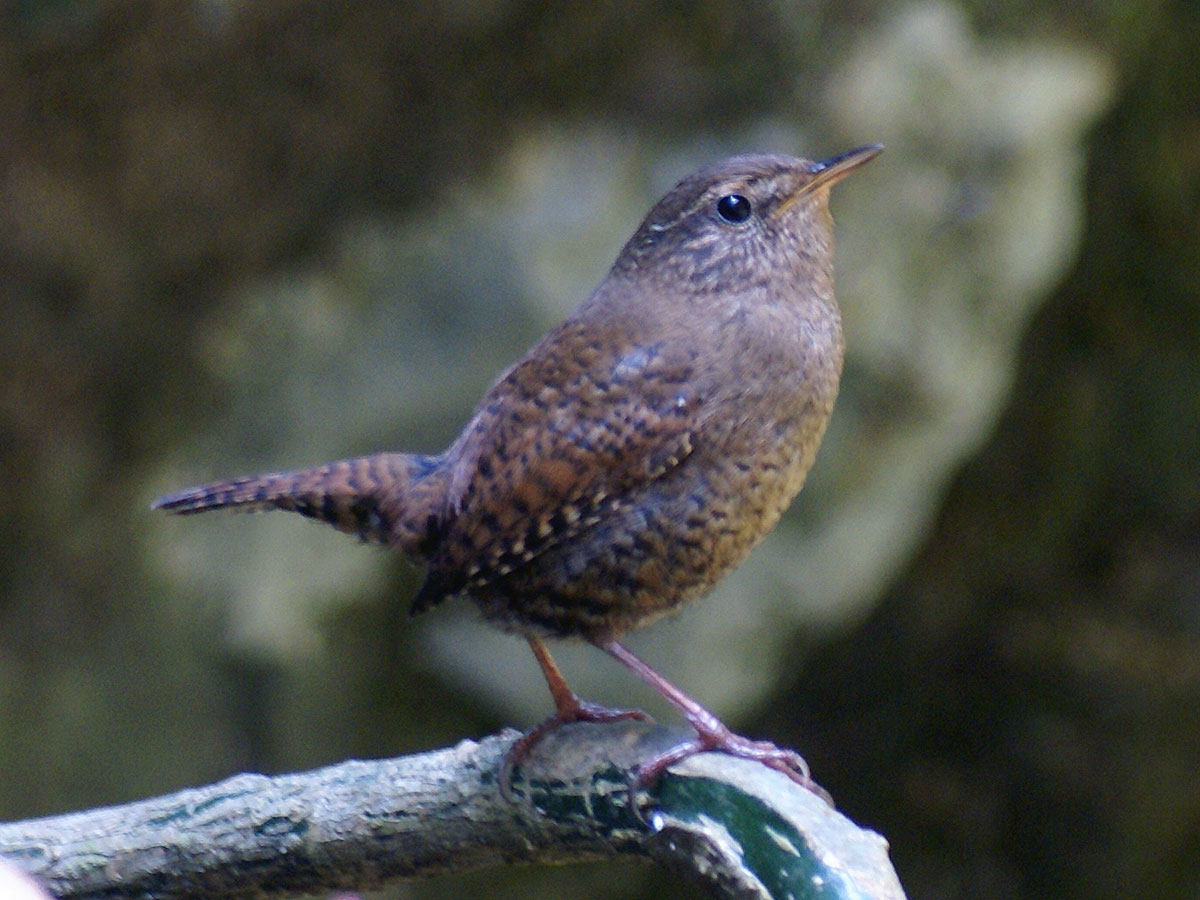
Podgatunek Troglodytes troglodytes fumigatus, Japonia

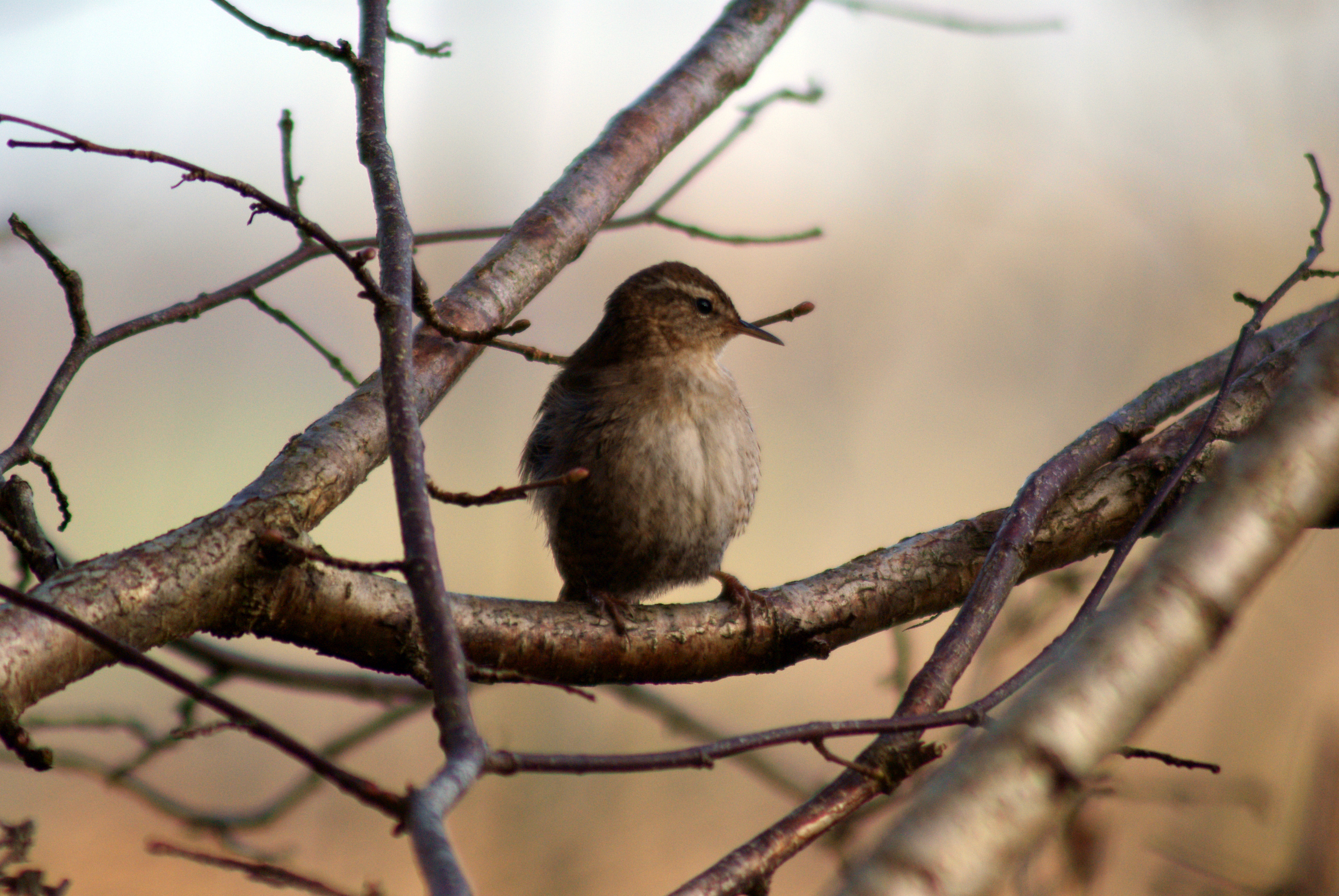
Podgatunek Troglodytes troglodytes indigenus, Wielka Brytania

Strzyżyk jest jednym z najmniejszych ptaków europejskich (mniejsze, a przede wszystkim lżejsze, są jedynie mysikrólik i zniczek). Jego rozmiar to mniej więcej 2/3 wielkości wróbla. To ptak o okrągławej, drobnej sylwetce i krótkim, szerokim ogonie prawie zawsze trzymanym pionowo. Osobniki obu płci mają identyczne ubarwienie (w terenie nie do odróżnienia). Za to w oparciu o prążkowanie lotek można odróżnić tegoroczne ptaki od starszych. Grzbiet rdzawobrązowy z ciemnobrązowymi prążkami występującymi głównie od góry. Spód jaśniejszy, również prążkowany. Nad okiem wąska kremowa brew, nogi są w podobnej barwie, dość długie i silne. Długi, ostry i cienki brązowy dziób, lekko zakrzywiony do dołu jest jaśniejszy u nasady. Sylwetka krępa, z krótkimi i zaokrąglonymi skrzydłami oraz krótkim, najczęściej zadartym ogonem. Na nich widać ciemniejsze prążki. Młode przypominają dorosłe, lecz mają ciemniej ubarwiony brzuch i początkowo wyraźnie krótszy ogon.
W terenie, pomimo nawet licznego występowania, trudno dostrzec strzyżyka, tym bardziej, że jest ruchliwy i trzyma się gęstych zarośli. Po tym zachowaniu jednak łatwo go zidentyfikować.

### Rozmiary
długość ciałaok. 9–10 cm
rozpiętość skrzydełok. 13–17 cm

### Masa ciała
ok. 6–12 g

### Głos

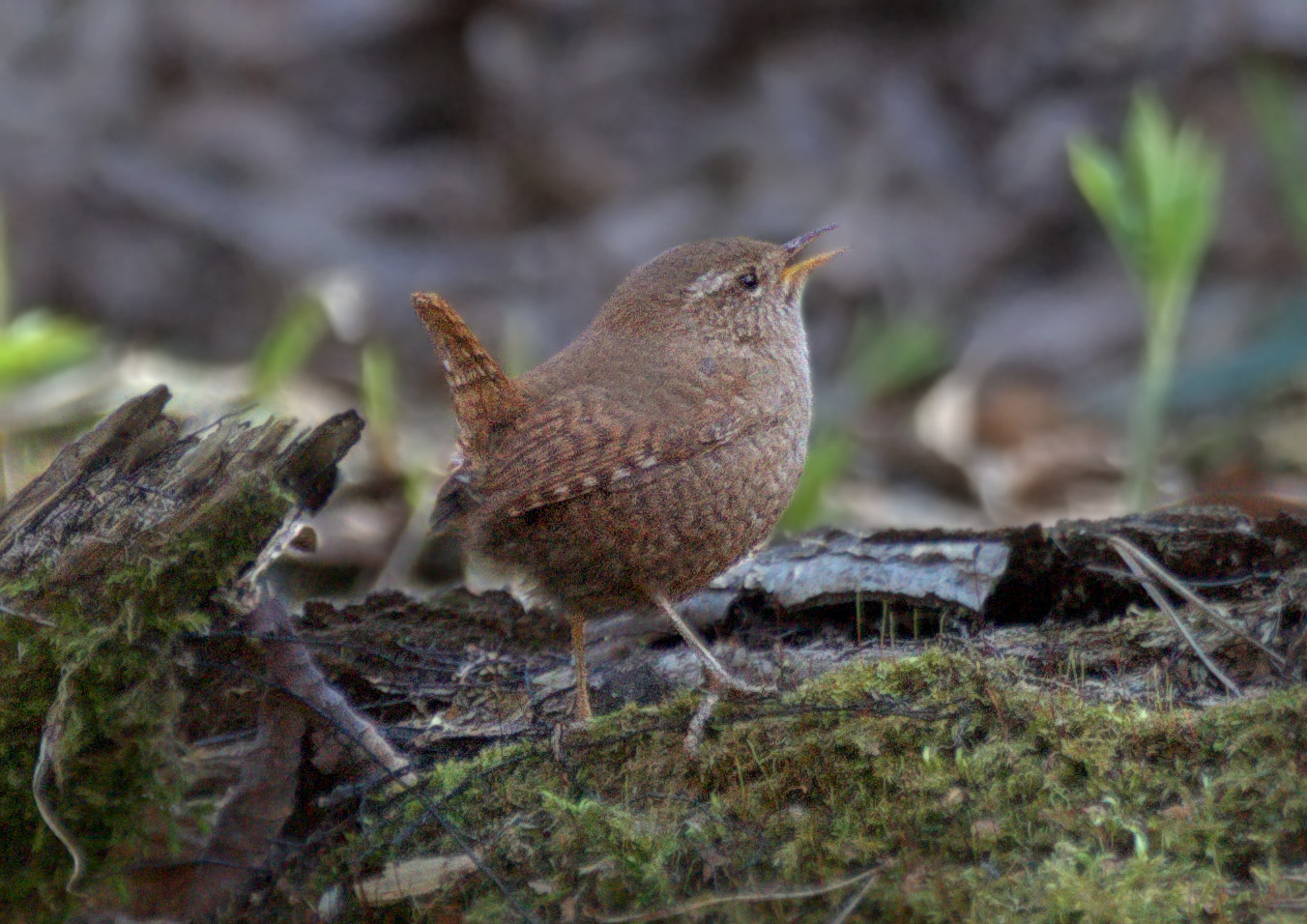

Ostrzega krótkim „czek” lub suchym, twardym szorstkim terkotem „tek”, przy zaniepokojeniu wydaje też ostre „drrr”. Śpiew bardzo głośny jak na tak małego ptaka, dynamiczny, złożony z długich melodyjnych zwrotek zakończonych charakterystycznym trelem. Szybki świergot ze specyficznym niskim trelem słyszany jest kilkaset metrów dalej, rozchodząc się z wysokich koron drzew w lasach i parkach.
Badanie śpiewu samców jest najlepszym sposobem na ustalenie liczebności populacji strzyżyka. Melodia jak na tak niewielkie rozmiary jest zaskakująco silna i dynamiczna. Efekt wspomagają dodatkowo rozwinięte u większości ptaków worki powietrzne. Jest przyjemna zarówno dla samicy, jak i ucha człowieka. W okresie toków piosenkę samca można usłyszeć prawie wszędzie, zarówno w miejscach eksponowanych, jak i w gęstej roślinności, już od brzasku. Najczęściej ptak siedzi wtedy wysoko na drzewie. Głośny śpiew z głośnymi, melodyjnymi trelami może wykonywać nawet zimą. Często słychać też wabienie lub głosy ostrzegawcze, ale z perspektywy człowieka brzmią nieładnie i ochryple.

### Zachowanie

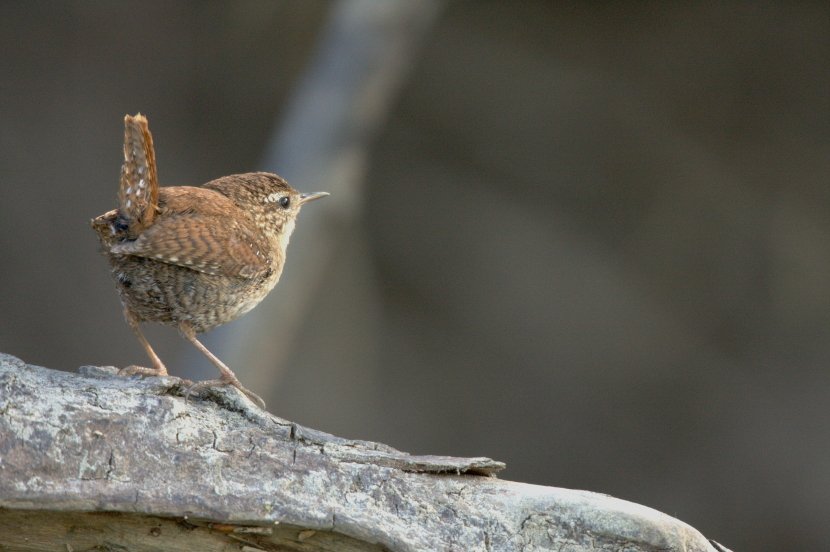
Strzyżyk to ptak z charakterystycznie stale zadartym krótkim ogonem

Bardzo ruchliwy, zwinny i niespokojny. Zachowuje ostrożność i starannie się kryje przed człowiekiem. W miejscach odsłoniętych pojawia się tylko na chwilę i szybko z nich znika. Jego ruchy są nerwowe i gwałtowne. Lata słabo – nisko nad ziemią wśród roślinności. Ogon trzyma prawie cały czas zadarty (ptak ciągle go unosi), zwłaszcza gdy jest zaniepokojony. Opuszcza go jedynie podczas żerowania. Charakterystyczne jest też wykonywanie dość zabawnych półprzysiadów. Lot prostoliniowy, furkoczący, zwykle niezbyt daleki. Populacje z południa zasięgu osiadłe, północno-wschodnie wędrowne (zimę spędzają w cieplejszych warunkach klimatycznych) – przeloty od marca do kwietnia i od września do początku grudnia, ale migrują pojedyncze osobniki. Aktywny jest w dzień i o zmierzchu. Nie jest to ptak towarzyski – w niewielkie grupy skupia się tylko zimą.

### Długość życia
Przeciętnie 2 lata.

## Środowisko

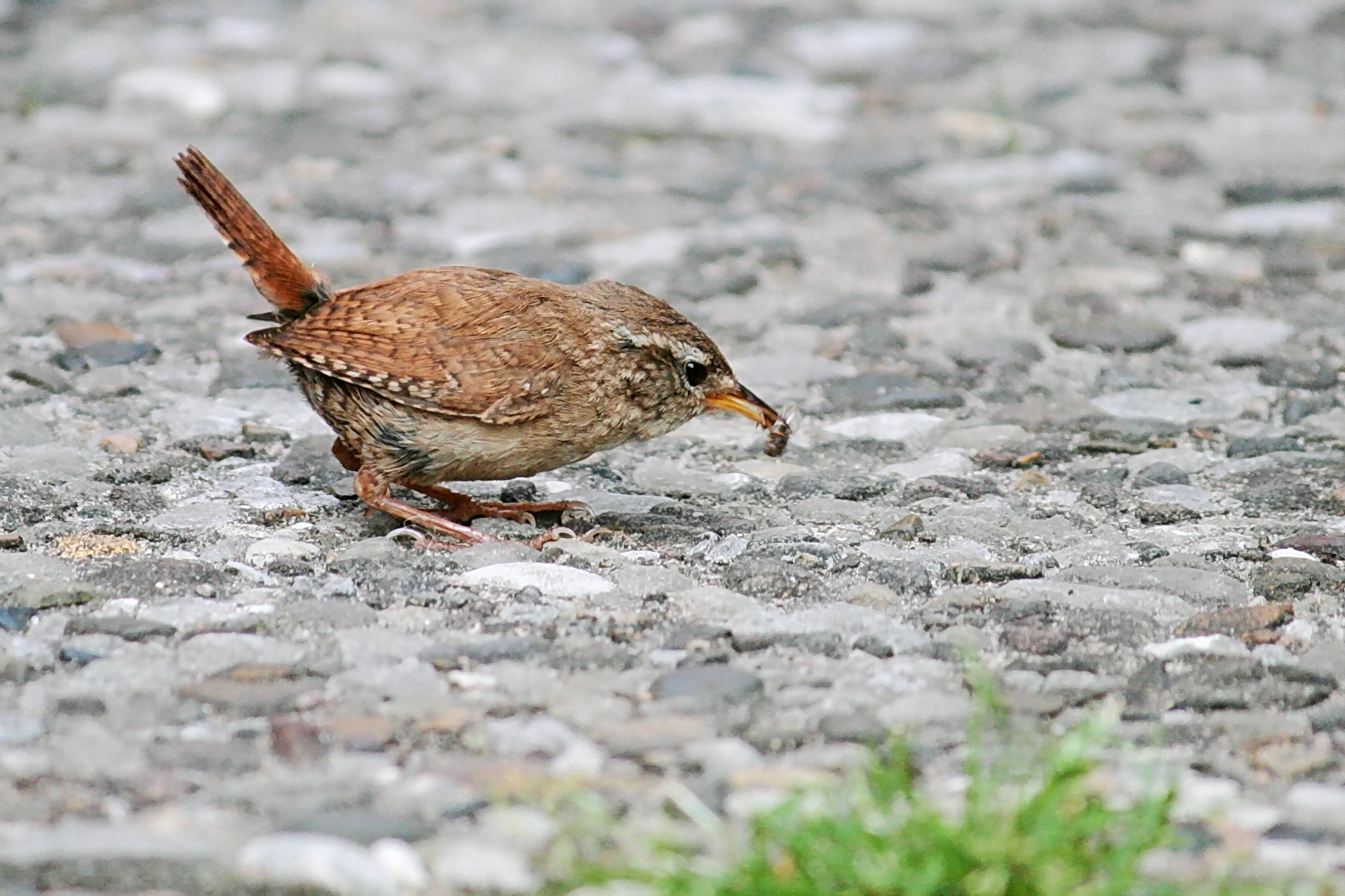
Strzyżyk ze zdobyczą

Bory, wilgotne lasy mieszane i liściaste z bujnym podszytem i runem nisko nad ziemią, gęsto zarośnięte brzegi strumieni, zręby leśne, tereny podmiejskie, kanały, wyspy morskie porośnięte niskimi krzewami, gęsto porośnięte zadrzewienia śródpolne. Szczególnie liczny w nadrzecznych łęgach, olsach i podmokłych brzezinach lub drzewostanach z przepływającymi potokami. Preferuje środowiska zasobne w pokarm, jak ugory, trzcinowiska, ogrody, zdziczałe parki, choć tam tylko żeruje, ale nie gnieździ się. Przebywa zwykle na ziemi lub wśród niskich, gęstych zarośli, często w pobliżu wody. Zamieszkuje różne wysokości nad poziomem morza. Unika otwartych terenów. W środkowej Azji strzyżyki widuje się do 4000 m n.p.m.

## Pożywienie
Owady i inne stawonogi (najchętniej chrząszcze) wraz z ich larwami, pająki zbierane z ziemi, gałęzi i liści. Żeruje prawie wyłącznie nisko, do 2 metrów nad ziemią w niskiej roślinności runa i w podszycie. Czasem tylko w dolnej części koron drzew. Zjada również kijanki i narybek. Uzupełnienie stanowią drobne owoce i nasiona.
Gdy szuka pokarmu prześlizguje się pomiędzy krzewami jak mysz. Bezkręgowce zbiera z powierzchni liści, gałązek i kory. Szuka ich też w ściółce leśnej, w szczelinach kory, murów i między kamieniami.

## Lęgi

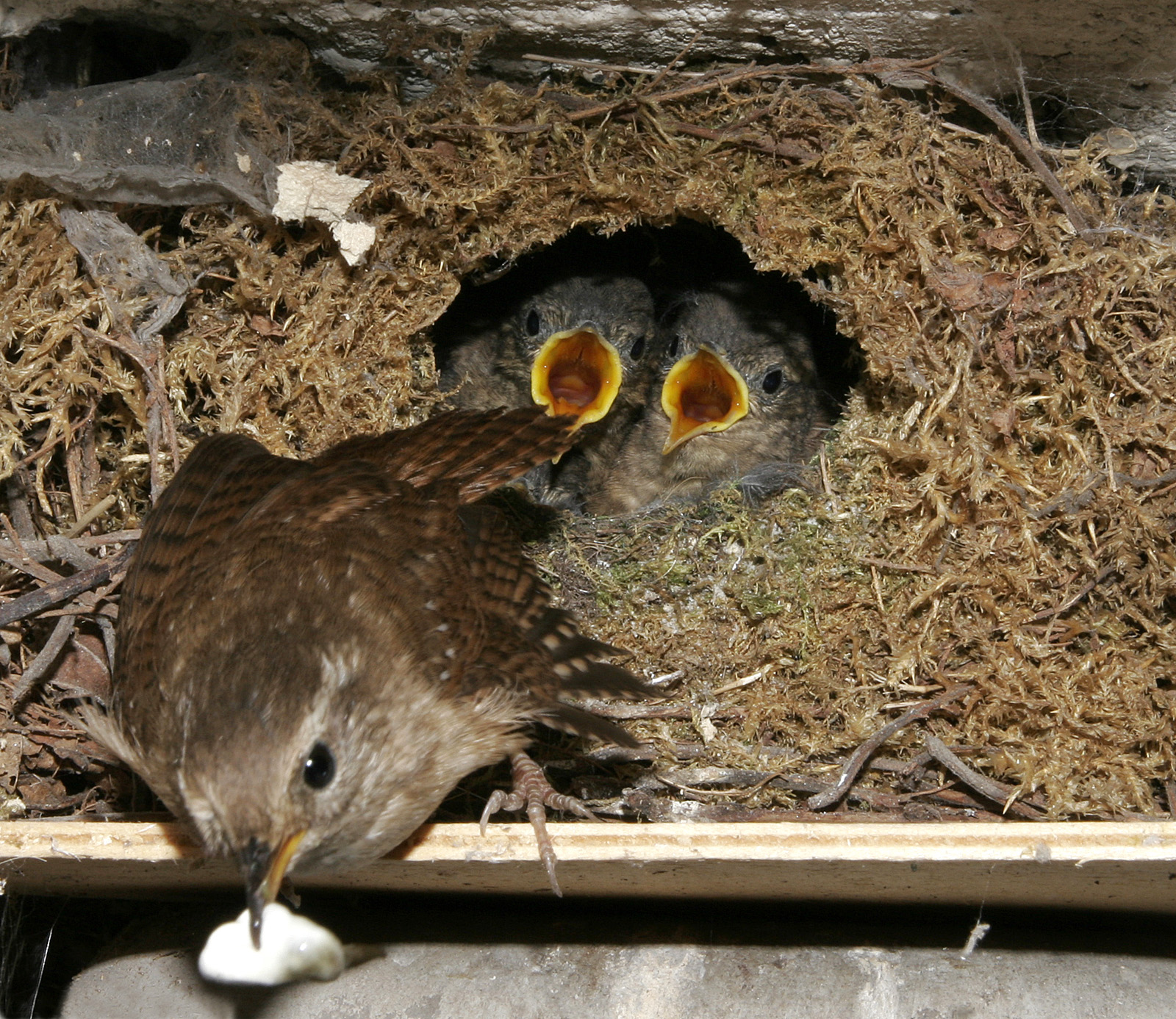
Strzyżyk przy gnieździe

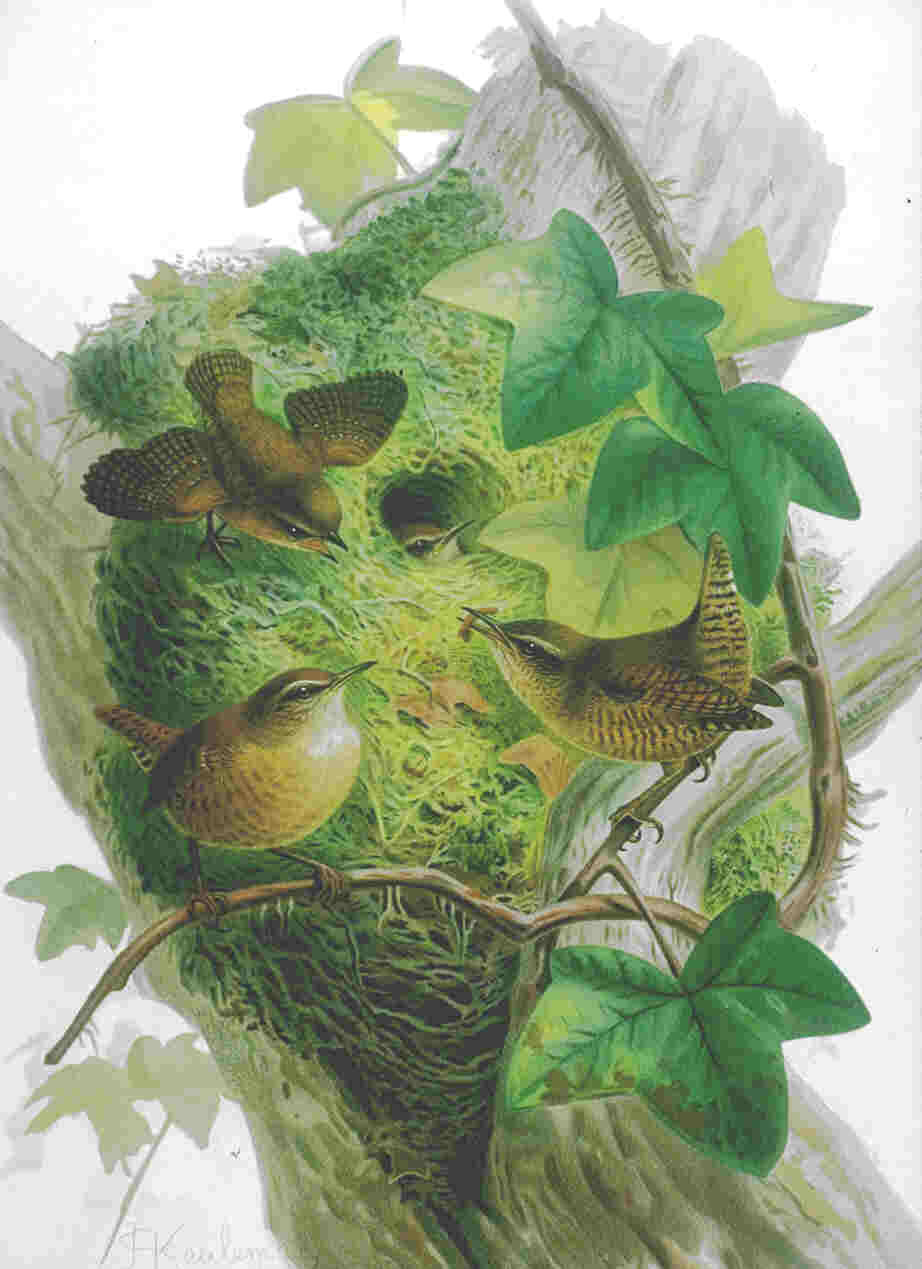
Gniazdo strzyżyków

Wyprowadza dwa lęgi w roku – pierwszy w kwietniu, drugi aż do lipca. Przylatuje do miejsc lęgowych w marcu i kwietniu.

### Toki
Samiec zajmuje terytorium i od marca sam buduje kilka gniazd z mchu, źdźbeł trawy i liści. W okresie godowym na swoim terytorium zakłada do 10 gniazd ulokowanych zwykle przy ziemi między korzeniami oraz w innych poukrywanych dobrze miejscach. Samicę przywabia specyficznymi ruchami, charakterystycznym lotem i śpiewem. Rolą samicy jest wizytacja kolejnych konstrukcji lęgowych i wybór najodpowiedniejszego gniazda. Potem wyściela je miękkim materiałem – włosiem i piórami, a następnie zaczyna znosić jaja. W tym czasie samiec w dalszym ciągu śpiewa, usiłując zwabić inną samicę do któregoś z kolejnych gniazd. Samiec może mieć 2–3 partnerki.

### Gniazdo
Strzyżyk zakłada kuliste gniazda o zamkniętej konstrukcji starannie ukrytych w niskich świerkach, w krzewach jałowca, na ścianie wykrotów, w gęstych gałęziach, pod korzeniami, w szczelinach murów i pni, stosach chrustu lub pod nawisami brzegów w szopach lub komórkach na drzewo. Gniazdo jest stosunkowo duże jak na rozmiary tego ptaka, w kształcie kuli z wejściem z boku, bardzo dobrze ukryte. Zbudowane jest z gałązek, mchu, liści, paproci i innego materiału roślinnego.

### Jaja

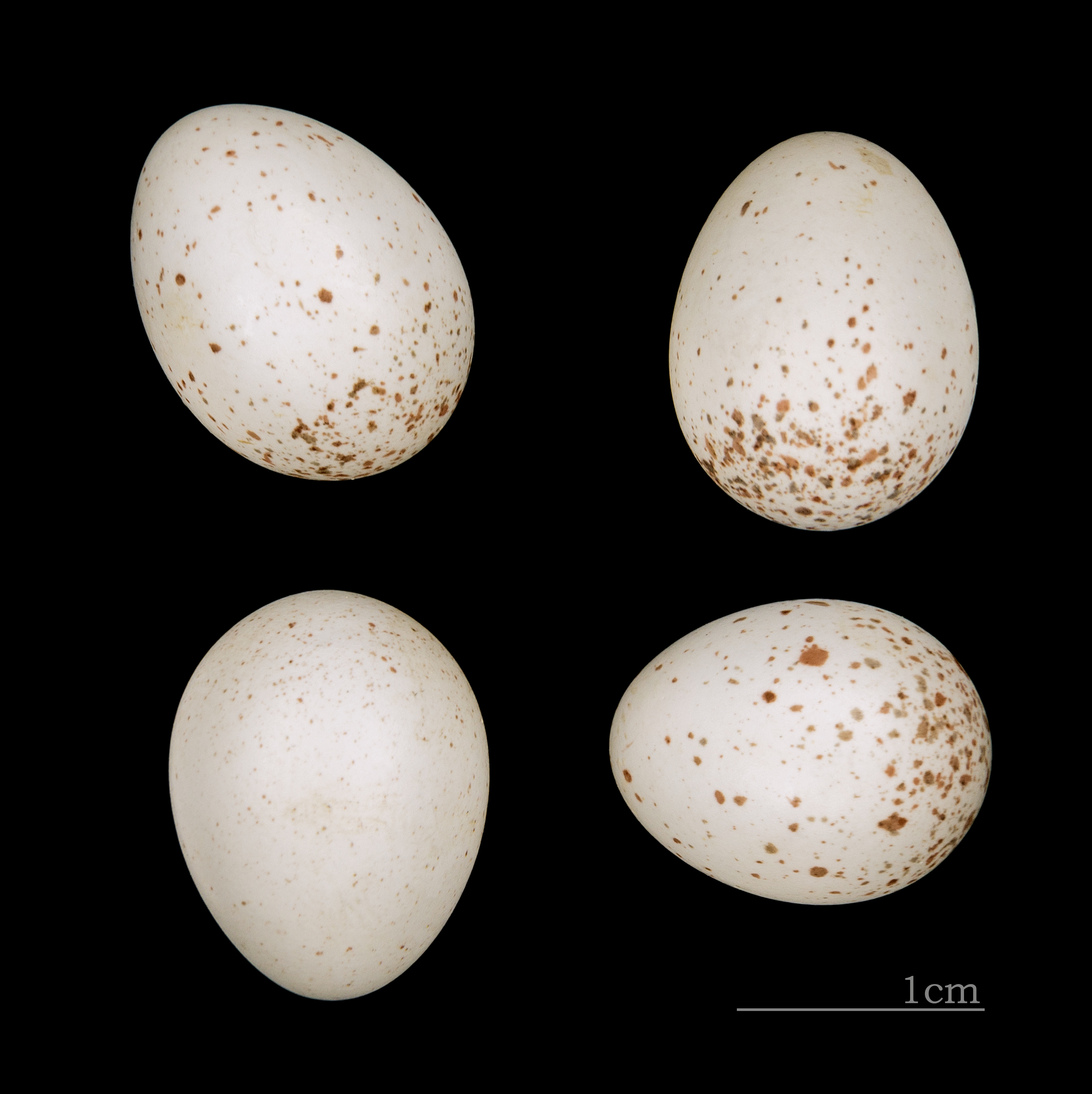
Jaja z kolekcji muzealnej

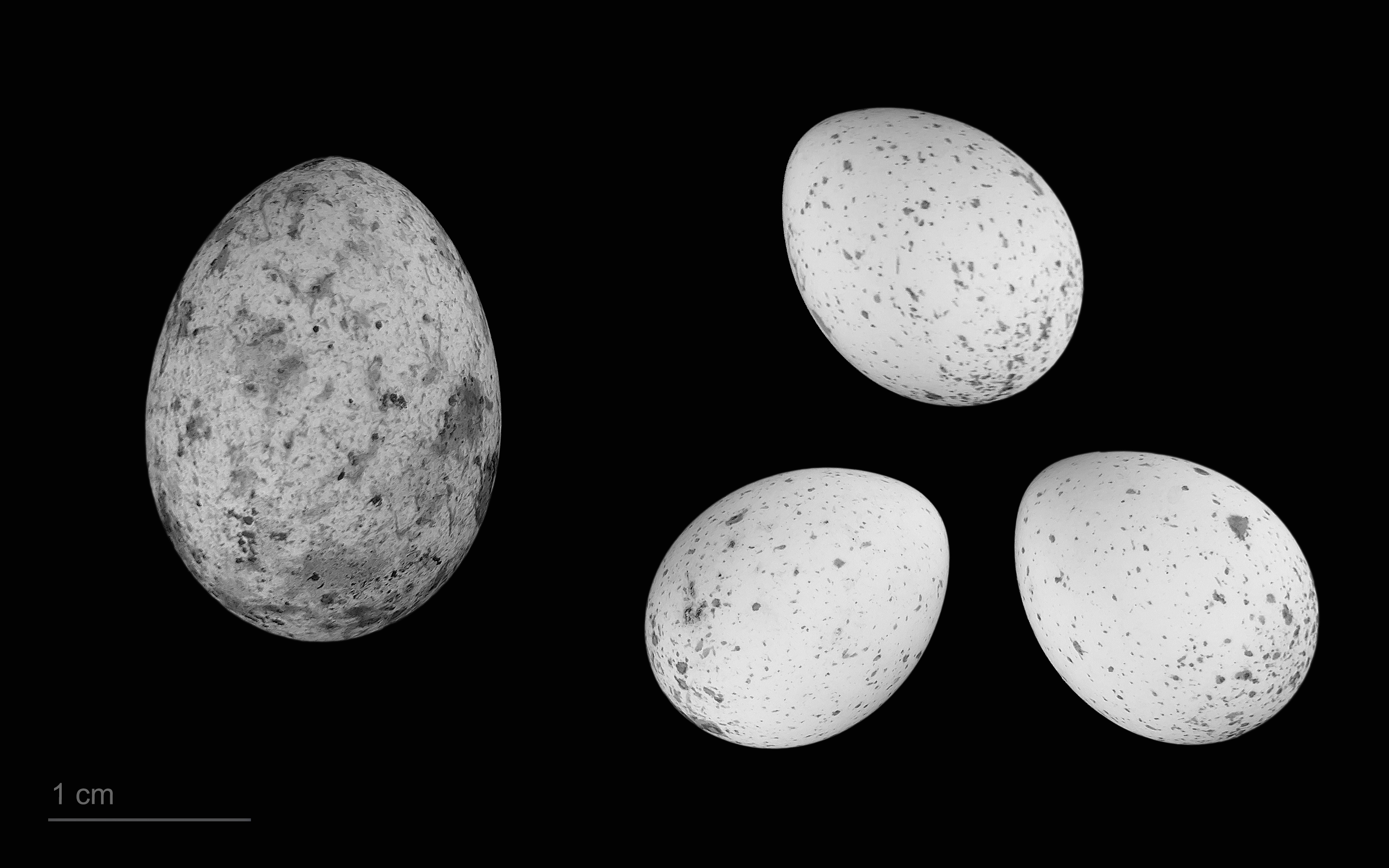
Jajo kukułki i jaja strzyżyka

Samica składa 5–7 jaj w jednym lęgu. Jaja są białe, delikatnie czerwono plamkowane, o średnich wymiarach 16×13 mm. Czasem wysiaduje jajo kukułki. Zarówno wysiadywaniem jaj, jak i opieką nad pisklętami zajmuje się wyłącznie samica. Po zajęciu gniazda przez przyszłą matkę bowiem samiec przestaje się interesować swą rodziną i wychowywanie potomstwa zrzuca na partnerkę. W tym czasie trwają nadal jego toki i wabienie innych samic, z których część ulega zalotom. Jak więc widać przypadki, zwłaszcza w korzystnych warunkach, wielożeństwa u strzyżyków nie są rzadkie.

### Wysiadywanie
Samica sama wysiaduje jaja przez około 14–16 dni.

### Pisklęta
Strzyżyk w chwili wyklucia waży ok. 1 g. Po 4 dniach jego masa wynosi już 3,8 g, zaś po 8 dniach – ok. 8 g, co znaczy, że w tym czasie masa jego ciała powiększa się ośmiokrotnie i osiąga wielkość jak u osobnika dorosłego. Młode, gniazdowniki, opuszczają gniazdo po 15–17 dniach. Przez pewien czas słabo latają i chowają się razem w zaroślach oraz runie leśnym, jak gryzonie. Na noc wracają do gniazda, niekoniecznie macierzystego w którym się wykluły. Pozostałe gniazda bowiem, tzw. noclegowe, w obrębie rewiru samca nie są opustoszałe. Często używa ich on, a potem pisklęta, jako miejsce noclegowe. Zaskakującym zachowaniem jest fakt, że młode z pierwszego lęgu opiekują się swym młodszym rodzeństwem, pomagając samicy w karmieniu ich owadami.

## Status i ochrona
IUCN uznaje strzyżyka za gatunek najmniejszej troski (LC – Least Concern). Liczebność światowej populacji szacuje się na około 215–380 milionów dorosłych osobników. Globalny trend liczebności populacji uznawany jest za wzrostowy.
W Polsce objęty ochroną gatunkową ścisłą. Na Czerwonej liście ptaków Polski został sklasyfikowany jako gatunek najmniejszej troski (LC).